# جاك لونش (لاعب هوكي جليد)
جاك لونش هو لاعب هوكي جليد كندي، ولد في 28 مايو 1952 في تورونتو في كندا.

## وصلات خارجية
- جاك لونش على موقع دوري الهوكي الوطني (الإنجليزية)
- جاك لونش على موقع EliteProspects.com (الإنجليزية)
- جاك لونش على موقع HockeyDB.com (الإنجليزية)
- جاك لونش على موقع Hockey-Reference.com (الإنجليزية)